# Тельтов
Тельтов (нім. Teltow) — місто у Німеччині, у землі Бранденбург. Входить до складу району Потсдам-Міттельмарк.

## Географія
Площа — 21,54 км². Офіційний код — 12 0 69 616. Населення становить 27 097 ос. (станом на 31 грудня 2020).

## Історія

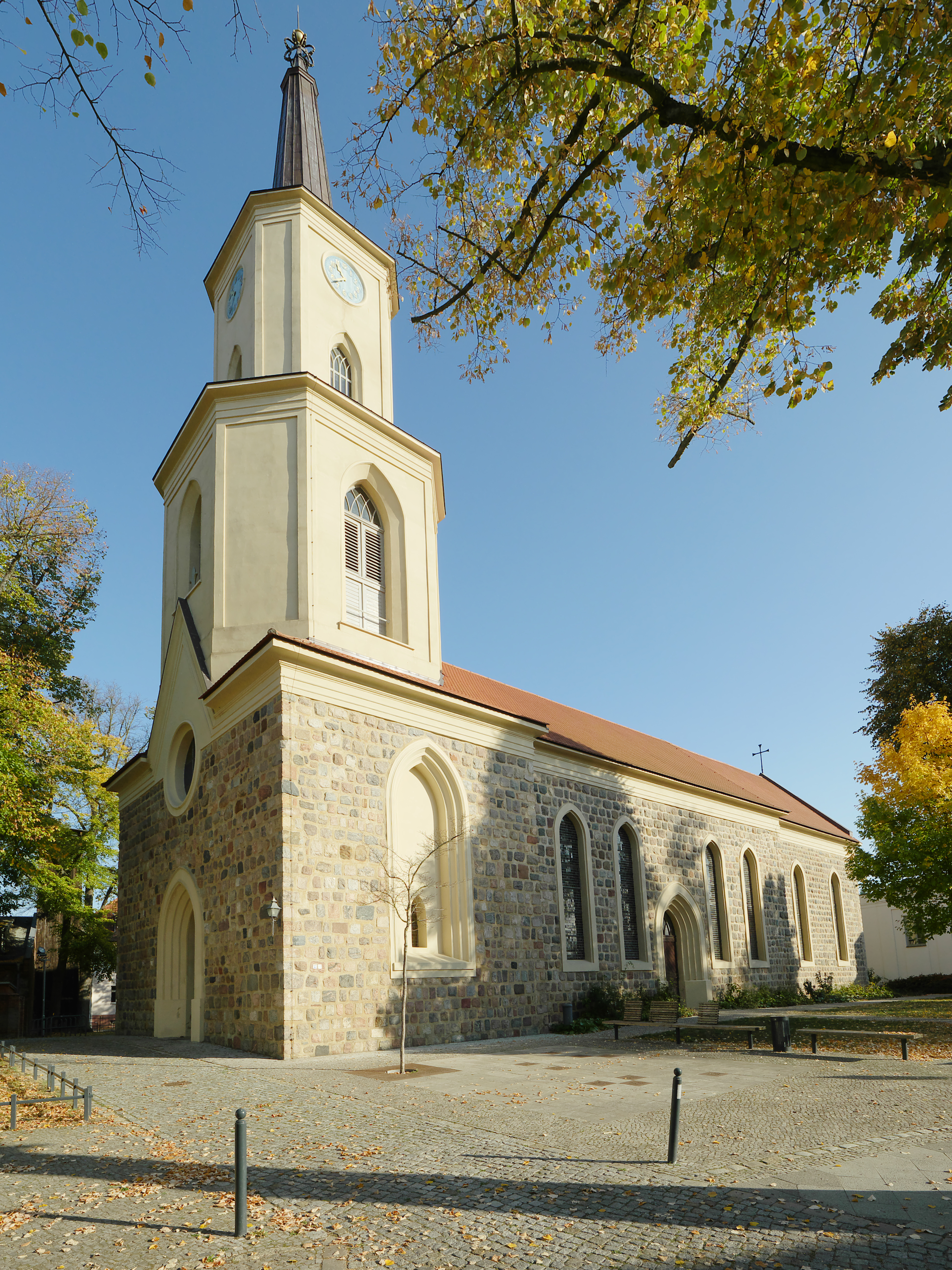
Церква Святого Андрея

Місто Тельтов вперше згадується в документі маркграфа Оттона III. Воно згадується і в 1265 році, а також внесено до земельної книги Карла IV у 1375 році. 
Андріївська церква (нім. Sankt Andreas Kirche), розташована в старому місті, вважається побудованою у 12 столітті. Церква вважається найстарішою міською спорудою. Єдиними оригінальними частинами є план поверху та зовнішні стіни з 13 століття. 
Після відкриття Тельтовського каналу в 1906 році невелике сільськогосподарське містечко перетворилося на промислове.
У січні 2014 року Йозефа Геббельса і Вільгельма Кубе позбавили почесного громадянства.

## Демографія
- Динаміка населення з 1875 року в сучасних кордонах (Синя лінія: населення; Пунктир: відносна порівняльна динаміка населення землі Бранденбург; Сірий фон: період Третього рейху; Помаранчевий фон: період НДР
- Динаміка населення (синя лінія) і прогнози

| Рік  | Населення |
| ---- | --------- |
| 1875 | 2 771     |
| 1890 | 3 364     |
| 1910 | 4 943     |
| 1925 | 6 281     |
| 1939 | 13 309    |
| 1950 | 12 864    |
| 1964 | 13 974    |

| Рік  | Населення |
| ---- | --------- |
| 1971 | 16 179    |
| 1981 | 15 809    |
| 1985 | 15 355    |
| 1990 | 15 661    |
| 1995 | 15 576    |
| 2000 | 17 938    |
| 2005 | 19 972    |

| Рік  | Населення |
| ---- | --------- |
| 2010 | 22 538    |
| 2015 | 25 483    |
| 2016 | 25 667    |
| 2017 | 25 761    |
| 2018 | 25 825    |
| 2019 | 26 902    |
| 2020 | 27 097    |

Джерела даних вказані на Wikimedia Commons.

## Галерея

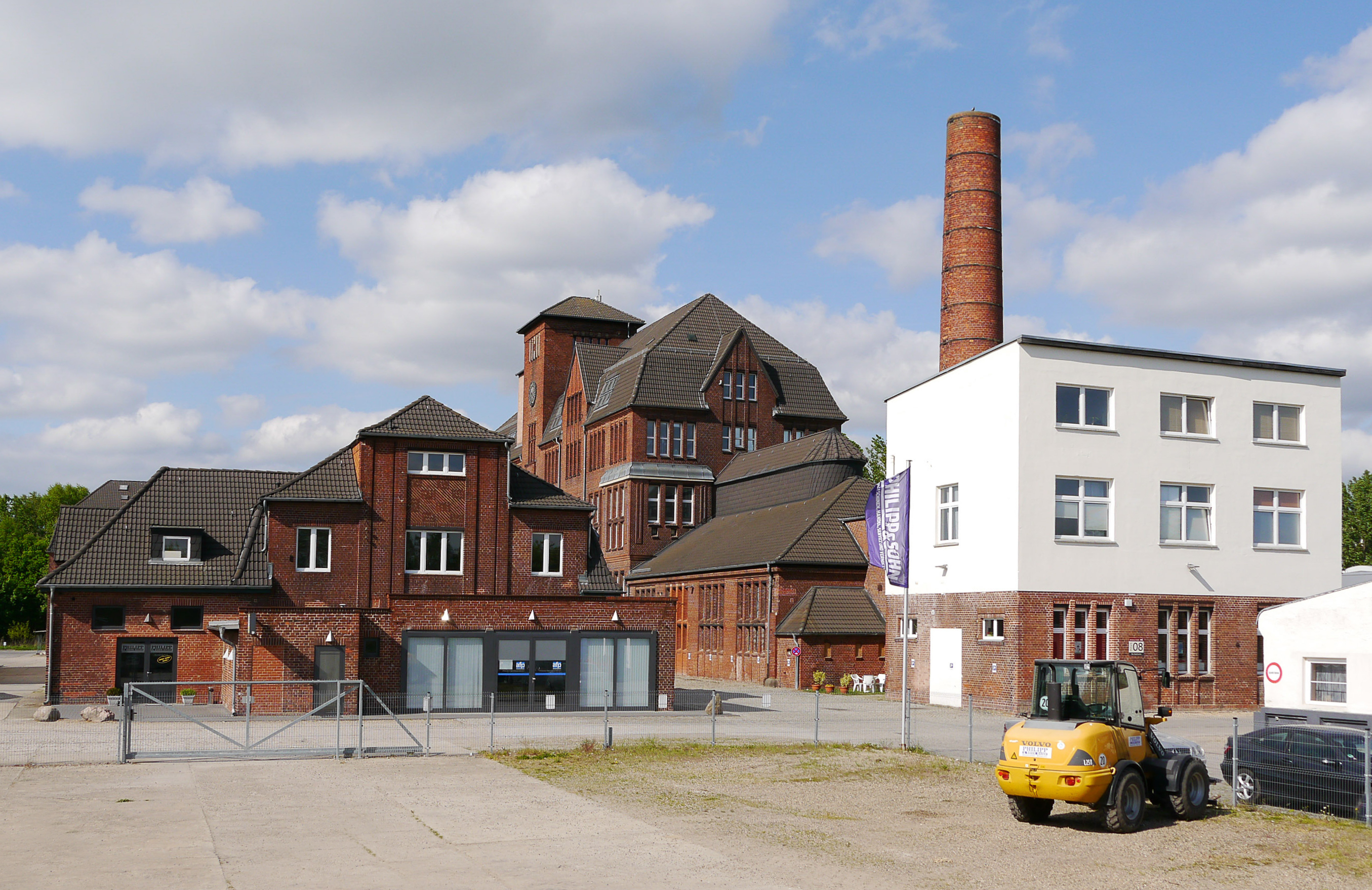
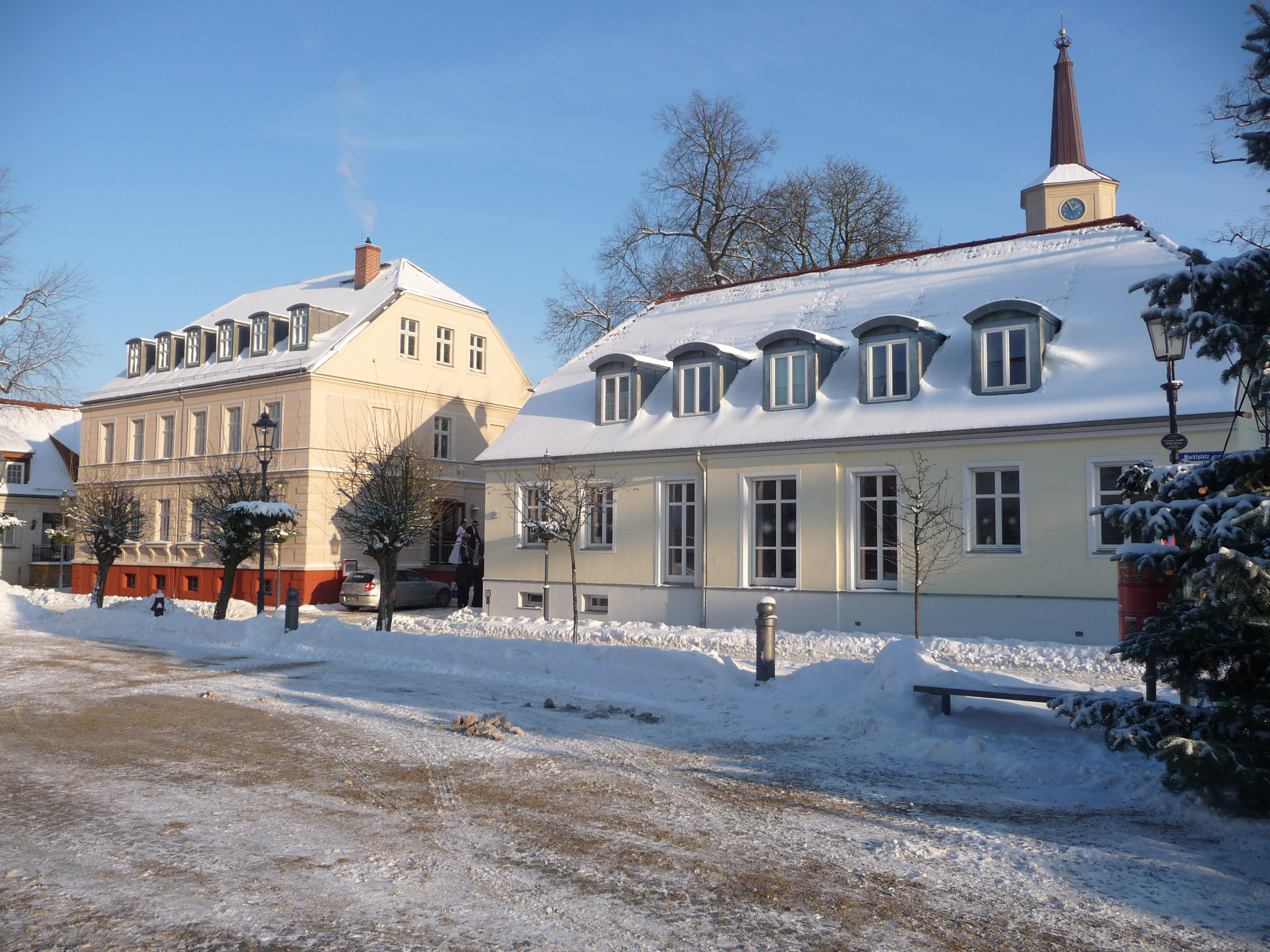
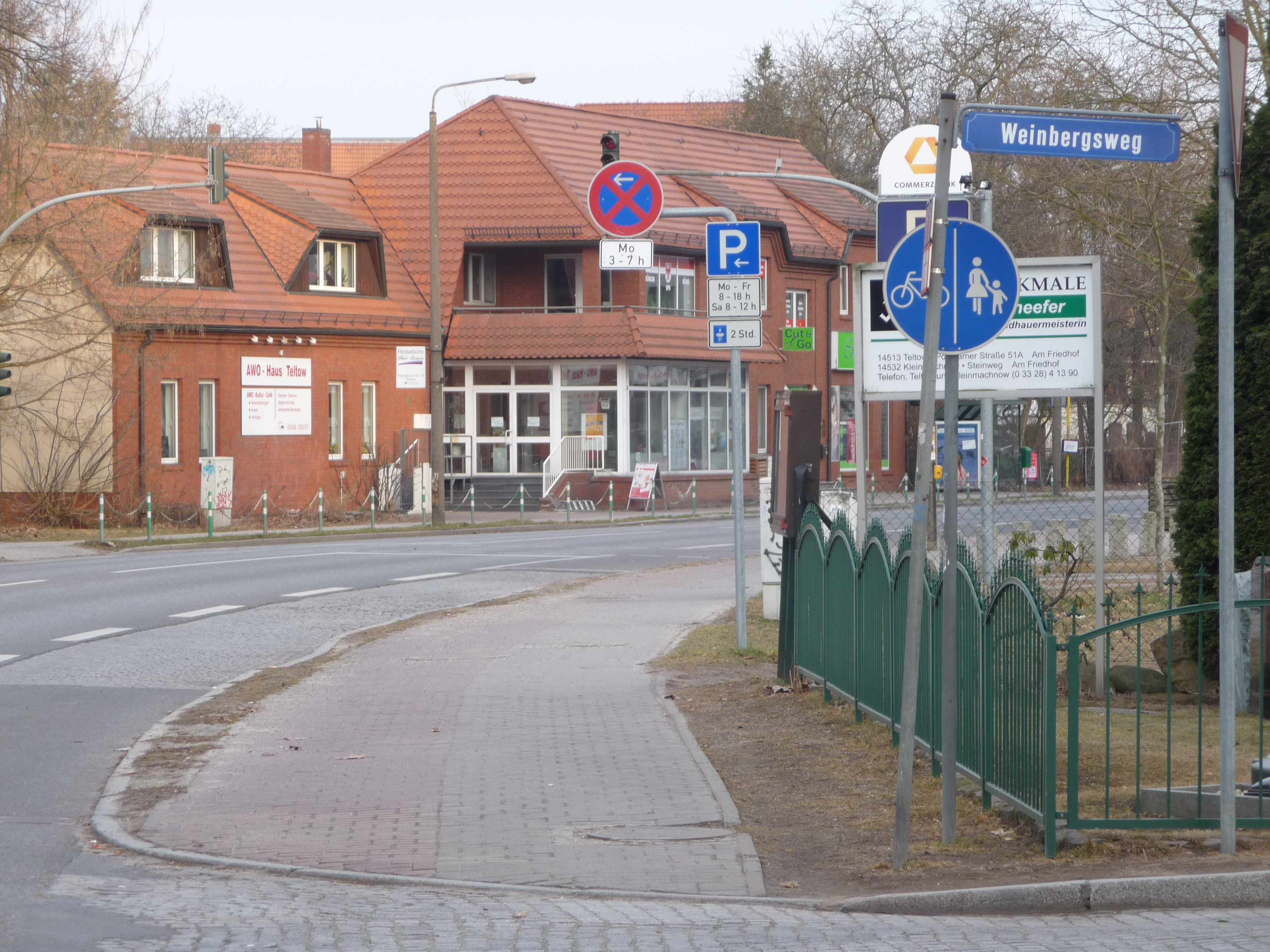
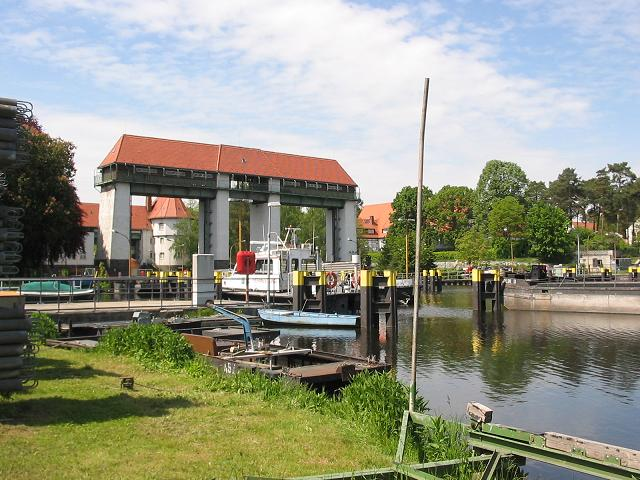
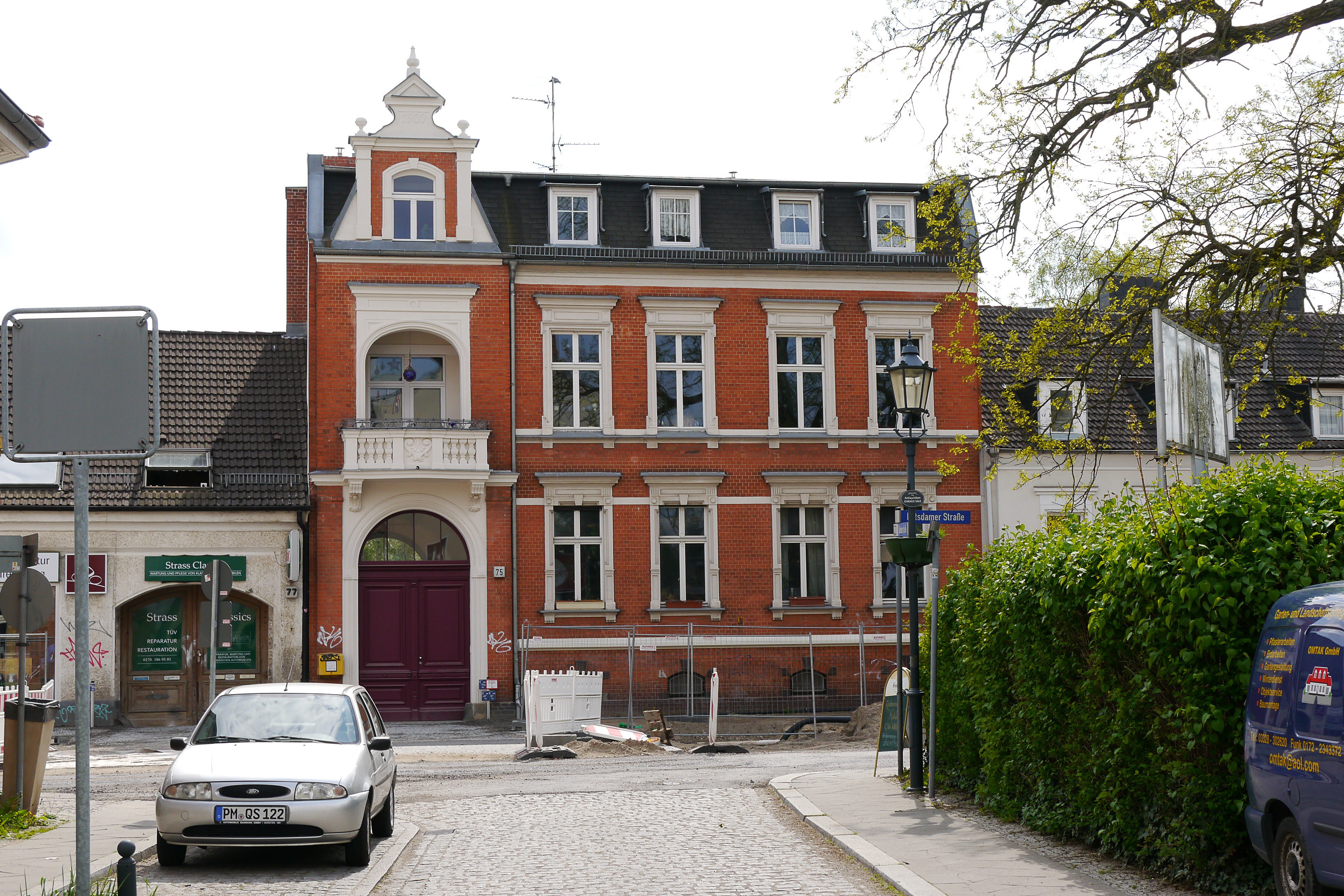
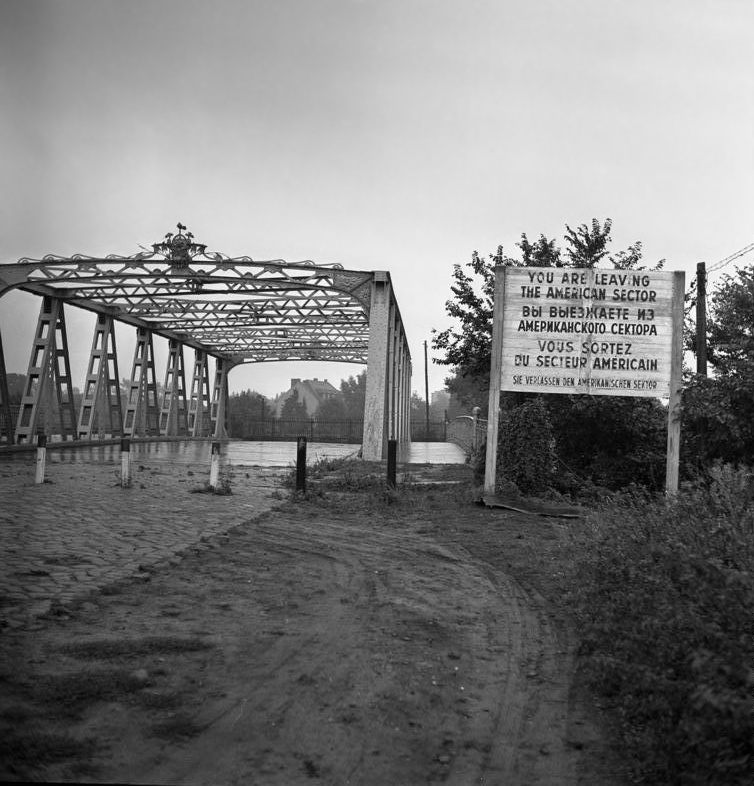